# Assembleia Cristã na Argentina
As Assembleias Cristãs na Argentina (em espanhol Asamblea Cristiana) são um grupo de é uma associação cristã evangélica pentecostal de Igrejas oriundas do trabalho missionário de Lucia Menna, Louis Francescon e Giacomo Lombardi em 1909-1910. Depois de sua extinção, foi refundada em 1917 por Narciso Natucci e Francisco Anfuso.

## História
As Assembleias Cristãs na Argentina foram iniciadas em 1910 por Louis Francescon, Lucia Menna Giacomo Lombardi na periferia da capital federal da Argentina, Buenos Aires, sendo a primeira denominação pentecostal do país. Inicialmente os fiéis adotaram o nome de Assembleia Cristã Reunidos em Nome de Jesus. No mesmo ano Francescon esteve no Brasil e pregou ao grupo que deu origem a Congregação Cristã no Brasil.
Segundo os relatos dos fundadores da Assembleia Cristã, no ano de 1909, junto com Lucia Menna, milagrosamente curada, avisados por divina revelação partiram dos Estados Unidos rumo a República Argentina para anunciar o pentecostalismo aos colonos italianos residentes naquele país.
Os fundadores das primeiras denominações pentecostais da Argentina e do Brasil, assim como, os suecos Daniel Berg (1884 - 1963) e Gunnar Vingren (1879 - 1933) fundadores da Assembleia de Deus no Brasil, sofreram influências das pregações do pastor norte-americano William Durham num movimento conhecido como Reavivamento da rua Azusa em Los Angeles, que deu origem a maior parte das denominações pentecostais em todo o mundo.
Depois de alguns anos, os crentes convertidos pela missão de 1909-1910 emigraram. No entanto, em 1915 Narciso Nartucci sentiu o desejo de se tornar missionário em Buenos Aires e foi acompanhado por Francisco Anfuso. Em 2 novembro de 1916, Nartucci e Anfuso desembarcam no porto de Buenos Aires. Ficaram hospedados na residência de Rosalia Anfuso de Mingrino, irmã de Francisco. Os primeiros a receber a pregação pentecostal deste grupo, recém chegado dos EUA, foi a família Mingrino, apenas oito dias depois seis pessoas foram batizadas, são eles: Rosalía Anfuso de Mingrino, Gaetano e seus filhos, Pablo, Ángel, José e Concepción. Em 31 de dezembro foram batizados os primeiros convertidos: mais de vinte pessoas. O movimento cresceu rapidamente e em 1917 já havia necessidade de encontrar um espaço mais amplo para as reuniões. Naquele mesmo ano houve outros batismos.

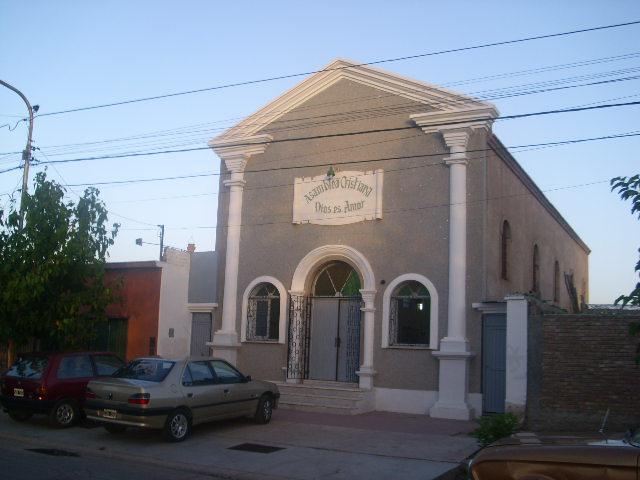
Assembleia Cristã Deus é Amor (Asamblea Cristiana Dios es Amor) na Argentina.

A Assembleia Cristã dividiu-se em várias denominações. A mais antiga, a Asamblea Cristiana Evangelica possui mais de cem templos em todo o país. Sua igreja-mãe está localizada no mesmo endereço em Villa Devoto, Buenos Aires, desde sua fundação, conta com cerca de quinhentos membros. A maior, a Asamblea Cristiana "Dios es Amor" com sede em Santa Fé possui 900 igrejas presentes no território argentino, além de outras no Paraguai, Uruguai, Chile e Bolívia. Em 1965 a Asamblea Cristiana de Villa Lynch se afiliou com a Congregação Cristã no Brasil com o nome de Congregación Cristiana en la Argentina e conta hoje com cerca de 90 igrejas. Um ramo menor, a Iglesia Cristiana Bíblica é afiliada ao Concílio Mundial de Igrejas. Essas igrejas têm se modernizado nos últimos anos, assim como a Congregação Cristã no Brasil, possuindo grande importância para a história pentecostal na argentina e latino-americana.